# Henri de France (1121-1175)
Pour les articles homonymes, voir Henri de France.
Henri de France, né en 1121 et mort le 13 novembre 1175, évêque de Beauvais (1149-1162), puis archevêque de Reims (1162-1175), troisième fils de Louis VI le Gros, roi de France et d'Adélaïde de Savoie.

## Biographie
Destiné très tôt à une carrière religieuse, il fut tonsuré à l'âge de treize ans et ordonné sous-diacre deux ans plus tard. Rapidement, il fut pourvu de bénéfices destinés à lui permettre de tenir son rang de prince de sang royal. Doté d'un archidiaconé à la cathédrale d'Orléans en 1142, il devint très rapidement abbé ou prieur séculier de nombreux établissements religieux : Notre-Dame d'Étampes, Saint-Spire de Corbeil, Notre-Dame de Mantes, Notre-Dame de Poissy, Saint-Mellon de Pontoise, Saint-Guenaud de Corbeil, Saint-Martin de Champeaux et Saint-Denis de la Chartre. Il aurait également compté parmi les dignitaires du chapitre de Paris et aurait été chanoine et trésorier de Beauvais. 
En 1146, il se retira à Clairvaux et devint simple moine, renonçant à tous ses bénéfices. Selon Hervé Pinoteau, il pourrait avoir favorisé la diffusion au sein de l'entourage royal des idées de Bernard de Clairvaux sur le cosmos spirituel dont les Élus sont assimilés par lui à des lis dans ses Sermons sur le Cantique des cantiques : le roi de France aurait alors changé la robe talaire bleue semée d’astres et de constellations imitée de celle du grand prêtre d'Israël par une robe bleue fleurdelisée.
En 1147, quand son frère le roi Louis VII part pour la seconde croisade, il confie le gouvernement à Suger, assisté du sénéchal Raoul de Vermandois, son cousin, et de l'archevêque de Reims, Samson de Mauvoisin.En 1149, avec son frère Robert, comte de Dreux, Henri complote contre son frère le roi Louis VII absent de France, mais Suger maintient l'autorité royale,,,.
En 1149, à la mort d'Odon III (en), évêque de Beauvais, le chapitre de la ville l'élit pour lui succéder. Ce fut l'influence de Bernard de Clairvaux et de Pierre le Vénérable, abbé de Cluny, qui lui firent accepter cet honneur. Mal préparé à assumer les fonctions temporelles de l'évêché, il se mit à dos les bourgeois qui avaient formé une commune. Le conflit s'envenima, car son frère Louis VII le Jeune prit parti pour les bourgeois et son autre frère Robert Ier de Dreux, pour lui. Ce fut le pape Eugène III qui parvint à mettre fin au conflit en 1151.
La mort de Suger, en janvier 1151, opposé à la rupture du mariage entre le roi Louis VII et Aliénor d'Aquitaine, fait de Henri le principal ministre du roi son frère, qui lui conseille de rompre son mariage[réf. nécessaire]. Le mariage royal est annulé en mars 1152, lors du concile de Beaugency.
En 1162, il quitta son évêché de Beauvais pour l’archevêché de Reims. Il y organisa un concile en 1164, eut des démêlés avec la Commune de Reims en 1167, mais il obtint cette fois le soutien de Louis VII qui réprima la révolte. Par la suite, il embellit la ville et contribua à son développement économique et urbain. Habile défenseur des biens de l'archevêché-pairie, il fit construire cinq châteaux pour défendre le temporel de Reims, à Courville, Sept-Saulx, Cormicy, Chaumuzy, Bétheniville en plus de celui de Reims.